# Les Fêtes de Polymnie

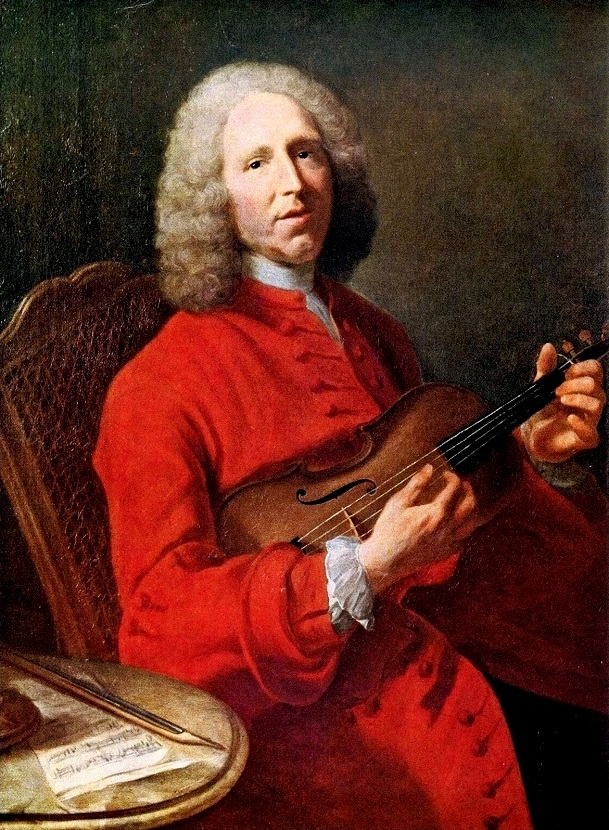
Jean-Philippe Rameau

Les Fêtes de Polymnie (Polyhymnias fester) är en opéra-ballet i en prolog och tre akter (entrées) med musik av Jean-Philippe Rameau och libretto av Louis de Cahusac.

## Historia
Cahusac var en av få librettister som samarbetade med Rameau mer än en gång, Les Fêtes de Polymnie var den förste av åtminstone sju gånger. Operan var ett av två uppdrag som Rameau fick beställning på för att fira marskalk Moritz av Sachsens seger i slaget vid Fontenoy under det österrikiska tronföljdskriget 1745. Den andra operan, Le Temple de la Gloire, beställdes för hovet i Versailles. Les Fêtes de Polymnie hade premiär den 12 oktober 1745 på Parisoperan.

## Personer
- Mnémosine Mnemosyne (sopran)
- La Victoire Nike (sopran)
- Polymnie (Polyhymnia) (sopran)
- Alcide (Herkules) (haute-contre)
- Hébé (Hebe) (sopran)
- Jupiter (bas)
- Le Destin (Ödet) (bas)
- Seleucus (Seleukos I) (bas)
- Stratonice (Stratonike av Syrien) (sopran)
- Antiochus (Antiochos I) (haute-contre)
- Une syrienne (en syrisk kvinna) (sopran)
- Oriade (sopran)
- Argélie (sopran)
- Zimès (bas)

## Handling

### Prolog:Le Temple de Mémoire(Minnets tempel)
Prologen alluderar på segern vid Fontenoy: De sköna konsterna reser en staty över kungen och Muserna besjunger hans ära (en sällsynt återgång till den slags panegyrik som Lully använde i sina prologer till kung Ludvig XIV:s ära). Polymnie introducerar operans tema.

### Entrée I:La Fable(Legenden)
Legenden handlar om bröllopet mellan Alcide (Herkules) och Hebe.

### Entrée II:L'Histoire(Historien)
Den sanna historien om den syriske kung Seleucus och hans son Antiochus som båda upptäcker att de älskar Stratonice. Kungen inser att hon älskar hans son och avsäger sig därför sin kärlek och låter sonen förenas med Stratonice.

### Entrée III:La Féerie(Sagan)
Utspelas i sagotid i Mellanöstern och handlar om kärleken mellan Argélie och Zimès, som är son till hennes skyddsfe Oriade. Men Zimès har förvandlats till en blodtörstig best av den elaka fen Alcine. Endast sann kärlek kan lösa förbannelsen.